# La Vraie-Croix

La Vraie-Croix este o comună în departamentul Morbihan, Franța. În 1 ianuarie 2022 avea o populație de 1.484 de locuitori.